# بلانالتو، باهيا
بلانالتو، باهيا بلدية في ولاية باهيا في المنطقة الشمالية الشرقية من البرازيل.